# 1718 у науці

## Астрономія
- Едмонд Галлей відкрив  власний рух зірок[1].

## Хімія
- Етьєнн Франсуа Жоффруа склав першу таблицю хімічних спорідненостей  (на основі реакцій заміщення) і подав її на розгляд Французької академії наук.

## Математика
- Абрахам де Муавр опублікував англійською мовою книгу з теорії ймовірності The Doctrine of Chances: a method of calculating the probabilities of events in play, що перевидавалася кілька разів[2][3].

## Винаходи
- Джеймс Пакл запатентував у Англії рушницю Пакла[4].